# Principado Episcopal de Osnabruque
O Principado Episcopal de Osnabruque foi um principado episcopal centrado na diocese católica-romana de Osnabruque. A diocese foi formada em 772 e é a sé mais antiga fundada por Carlos Magno, com vista a cristianizar o Ducado da Saxónia.

## Príncipe-bispos
Lista de príncipes-bispos de Osnabruque:
- 1224-1226: Engelberto I de Isemberga
- 1206-1227: Otão I
- 1227-1239: Conrado I de Velber
- 1239-1250: Engelberto I de Isemberga
- 1251-1258: Bruno de Isemberga
- 1259-1264: Balduíno de Rüssel
- 1265-1269: Viducindo de Waldeck
- 1270-1297: Conrado de Rietberg
- 1297-1308: Luís de Ravensberg
- 1309-1320: Engelberto II de Weyhe
- 1321-1349: Godefrido de Arnsberga
- 1350-1366: João II Hoet
- 1366-1376: Melchior de Braunschweig-Grubenhagen
- 1376-1402: Teodoro de Horne
- 1402-1410: Henrique I de Eschaumburgo-Holsácia
- 1410-1424: Otão de Hoya
- 1424-1437: João III de Diepholz
- 1437-1442: Érico de Hoya
- 1442-1450: Henrique de Moers
- 1450-1454: Alberto de Hoya
- 1454-1455: Rodolfo de Diepholz
- 1455-1482: Conrado III de Diepholz
- 1482-1508: Conrado IV de Rietberg
- 1508-1532: Érico de Braunschweig-Grubenhagen
- 1532-1553: Francisco de Waldeck (de 1543 em diante era Luterano)
- 1553-1574: João II de Hoya
- 1574-1585: Henrique II de Saxe-Lauenburgo
- 1585-1591: Bernardo de Waldeck
- 1591-1623: Filipe Sigismundo de Braunschweig
- 1623-1625: Eitel Frederico de Hohenzollern-Sigmaringen (Católica)
- 1625-1634: Francisco Guilherme de Wartenberg (Católica)
- 1634-1648: Gustavo Gustavsson de Vasaborg (Luterana)
- 1648-1661: Francisco Guilherme de Wartenberg (Católica)
- 1662-1698: Ernesto Augusto, Eleitor de Hanôver (Luterana)
- 1698-1715: Carlos José de Lorena (Católica)
- 1715-1728: Ernesto Augusto, Duque de York e Albany (Luterana)
- 1728-1761: Clemente Augusto da Baviera (católica)
- 1764-1802: Frederico, Duque de Iorque e Albany (luterano), último príncipe-bispo
- 1802-1857: Sé vacante
  - 1803-1827: Carlos de Gruben, vigário católico apostólico para o vazio da Sé de Osnabruque, sem qualquer regalia
  - 1830-1855: Carlos Antonio Lüpke, Bispo Auxiliar Católico
  - 1855-1857: Eduardo Jacob Wedekin, em união pessoal com o bispado católico de Hildesheim

## Ordinários
- 1857-1866: Paul Ludolf Melchers
- 1866-1878: João Henrique Beckmann
- 1878-1882: sede vacante
- 1882-1898: João Bernardo Höting
- 1899-1914: Henrique Huberto Aloisio Voss
- 1914-1955: Hermann Guilherme Berning
- 1956-1957: Gerhard Francisco DeMann
- 1957-1987: Helmut Hermann Wittler
- 1987-1994: Luís Averkamp
- 1995 até à data: Francisco-José Hermann Bode